# Danuta Grabowska
Danuta Maria Grabowska (ur. 16 lipca 1942 w Radomiu) – polska polityk, nauczycielka, posłanka na Sejm X, II, III i IV kadencji (1989–1991, 1993–2005), wiceminister edukacji narodowej (1993–1997).

## Życiorys
Ukończyła w 1971 studia na Wydziale Humanistycznym Uniwersytetu Marii Curie-Skłodowskiej w Lublinie. W latach 1960–1975 pracowała w liceum pielęgniarstwa jako nauczycielka zawodu, a następnie zastępczyni dyrektora. W 1971 wstąpiła do Polskiej Zjednoczonej Partii Robotniczej. W 1975 podjęła pracę na stanowisku sekretarza zarządu wojewódzkiego Towarzystwa Wiedzy Powszechnej, następnie była kierowniczką wojewódzkiego ośrodka kształcenia ideologicznego w Komitecie Wojewódzkim Polskiej Zjednoczonej Partii Robotniczej w Radomiu. W okresie 1979–1981 była zastępczynią dyrektora liceum ogólnokształcącego, a następnie została powołana na stanowisko inspektora oświaty i wychowania w Radomiu. Od 1981 do 1983 sekretarz KW PZPR w Radomiu, po czym od 1984 przez dwa lata kierowała Wydziałem Organizacyjnym Urzędu Wojewódzkiego. W 1986 objęła funkcję kuratora oświaty w Radomiu. Była przewodniczącą zarządu wojewódzkiego Towarzystwa Przyjaźni Polsko-Radzieckiej w Radomiu. W 1983 wybrana w skład zarządu głównego TPPR. W III Rzeczypospolitej została przewodniczącą Stowarzyszenia Polska-Litwa powiązanego ze Stowarzyszeniem Współpracy Polska-Wschód.
W 1989 wybrana do Sejmu X kadencji z ramienia PZPR w okręgu radomskim. W latach 1993–2005 sprawowała mandat poselski w Sejmie II, III i IV kadencji z listy Sojuszu Lewicy Demokratycznej z okręgów radomskich: nr 37 i nr 17. Od 1993 do 1997 zajmowała stanowisko wiceministra edukacji narodowej, od 1998 do 2001 zasiadała w sejmiku mazowieckim I kadencji.
W 2005 bezskutecznie ubiegała się o mandat senatora, a w 2006 o mandat radnej sejmiku. W przedterminowych wyborach parlamentarnych w 2007 bez powodzenia kandydowała z listy koalicji Lewica i Demokraci. W 2008 weszła w skład komisji etyki SLD.

## Odznaczenia
W 1982 odznaczona Krzyżem Kawalerskim Orderu Odrodzenia Polski. Otrzymała także Order Uśmiechu.